# Мердан Атајев
Мердан Атајев (туркм. Merdan Ataýew / Мердан Атайев; Ашхабад, 8. мај 1995) туркменистански је пливач чија ужа специјалност су трке леђним стилом. Вишеструки је национални првак и рекордер и учесник бројних међународних такмичења. Био је део туркменског олимпијског тима на ЛОИ 2016. у Рију, а на свечаном дефилеу нација на отварању Игара је носи заставу своје земље. 

## Спортска каријера
Атајев је дебитовао на међународној сцени на Азијским играма 2014. у Инчону, где је успео и да се пласира у финале трке на 100 леђно. У децембру исте године по први пут је наступио и на Светском првенству у малим базенима у Дохи, али без неког запаженијег резултатског учинка. 
На светским првенствима у великим базенима је дебитовао у руском Казању 2015. године. Наступио је у квалификационим тркама на 50 леђно (45. место) и 100 леђно (49. место). 
На Олимпијским играма 2016. у Рију се такмичио у трци на 100 леђно, а његов резултат од 56,34 секунде је, иако нови национални рекорд, био довољан тек за 33. место у конкуренцији 39 пливача. Носио је заставу Туркменистана на церемонији отварања Игара.
Током 2018. је на Азијским играма у Џакарти  (8. место на 50 леђно) и Светском првенству у малим базенима у Хангџоуу. 
Свој други наступ на светским првенствима у великим базенима је уписао у корејском Квангџуу 2019, где је учествовао у квалификационим тркама на 50 леђно (35) и 100 леђно (32. место).